# Zelotes shabae
Zelotes shabae FitzPatrick, 2007 è un ragno appartenente alla famiglia Gnaphosidae.

## Etimologia
Il nome della specie deriva dalla provincia congolese di rinvenimento degli esemplari: la provincia di Shaba, denominazione con cui, dal 1971 al 1997, era nota la provincia del Katanga.

## Caratteristiche
Questa specie non è stata attribuita a nessun gruppo: si distingue dalle altre per la lunga appendice prolaterale sulla base dell'embolus e per la struttura alata sull'apofisi mediana del pedipalpo maschile.
L'olotipo maschile rinvenuto ha lunghezza totale è di 6,66mm; la lunghezza del cefalotorace è di 2,67mm; e la larghezza è di 2,00mm.

## Distribuzione
La specie è stata reperita nel Congo meridionale: l'olotipo maschile è stato rinvenuto nei pressi di Luiswishi, situata nella provincia del Katanga.

## Tassonomia
Al 2016 non sono note sottospecie e dal 2007 non sono stati esaminati nuovi esemplari.